# Jovin
Jovin je bil galsko-rimski senator in od leta 411 do 413 uzurpator Zahodnega rimskega cesarstva, * ni znano, Galija, † 413, Narbonne. 
Po porazu uzurpatorja Konstantina III. je bil Jovin leta 411 v Mainzu razglašen za marionetnega cesarja, ki sta ga podpirala kralj Burgundov Gundahar in kralj Alanov Goar. Jovin se je obdržal na položaju v Galiji dve leti, kar je bilo dovolj dolgo, da je izdal kovance, na katerih je bil prikazan kot cesar. Razen obeh kraljev so ga podpirali  številni lokalni galsko-rimski plemiči, ki so preživeli Konstantinov poraz. 
Pod okriljem Jovinove cesarske oblasti so se Gundahar in njegovi Burgundi ustalili na levem (rimskem) bregu Rena med rekama Lauter in Nahe. Tu so ustanovili svoje kraljestvo s staro romanizirano galsko naselbino Borbetomagus (Worms) kot glavnim mestom. 
Jovinov konec se je zgodil potem, ko so Vizigoti pod vodstvom Ataulfa po nasvetu Priska Atala in pod pretvezo, da se mu bodo pridružili, zapustili Italijo. Kot talca so s seboj vzeli nekdanjega cesarja Atala in Honorijevo polsestro Galo Placidijo. Ataulf je nato napadel in ubil Sarusa, ki je prav tako prišel podpret Jovina, in nato premagal tudi Jovinovo vojsko. Jovinovega brata Sebastijana, pod Jovinom povzdignjenega v kralja, je ubil. Jovin je pobegnil, vendar so ga porazili in ujeli in odpeljali v Narbonne, kjer so ga usmrtili. Jovinovo in Sebastijanovo glavo so poslali Honoriju, ki jih je postavil na obzidje Ravene. Glavi sta bili zatem poslani v Kartagino, kjer so jih za stalno razstavili skupaj z glavami še štirih drugih uzurpatorjev. 

## Vira
- Ralf Scharf: Iovinus – Kaiser in Gallien, in: Francia 20 (1993), str. 1–13.
- Drinkwater, J. F., "The Usurpers Constantine III (407-411) and Jovinus (411-413)", Britannia, 29 (1998), str. 269-298